# 陳禮 (崇禎特用)
陳禮（16世紀—17世紀），廣東高州府電白縣人，明朝、南明政治人物。

## 生平
陳禮年少失去父親，侍奉母親孝順，母親有病時總不離開床邊，母親去世後傷心過度幾乎死去；崇禎三年（1630年）中舉人，十三年（1640年）成特用出身，獲授刑部主事。當時四川失守，官員入獄者經常連坐而死，他按情理執法，多所寬恕，陞任郎中，有某七省總督被陷害入獄，滿朝官員不敢張聲，只有他敢自行判斷案情，又婉拒對方回謝。之後他外任彰德知府，整頓當地弊政令吏畏民懷，不久流寇入侵，他親自指揮防禦，獲加秩副使，其後辭官回鄉，不入城市十多年，曾賦詩表露志向，有「因人求僻地，教子莫拋書」的句子，死後入祀鄉賢祠。

## 引用
1. 1 2  道光《電白縣志·卷十八·列傳》：陳禮，電白人，少失怙，家貧好學，事母至孝，有疾不違牀側，及沒泣血幾死。領崇正庚午鄉薦，庚辰際曠典特用，初授刑部主事，時四川失守，官繫獄者咸坐以死，禮執法原情，多所宥釋；陞郎中，有七省總督為遭逆逮獄，舉朝結舌，禮獨斷之，後據城旦，復卻謝金不受。及出守河南漳德【彰德】府 舊志誤作漳州 ，釐剔弊蠹，吏畏民懷，未幾寇犯城，躬擐甲胄，運籌全境，加秩副使，後解組歸，不履城市十餘年，嘗賦詩見志，有「因人求僻地，教子莫拋書」之句，卒祀鄉賢。 乾隆志鄉賢傳
2. ↑  道光《電白縣志·卷三·選舉》：明特用 陳禮 崇正庚午舉人，庚辰特用，授刑部主事，厯彰德府知府，加按察副使銜
3. ↑  錢海岳《南明史·卷八十八·列傳第六十四》：同（蕭奕輔）時兩廣遺臣：……電白則陳禮，崇禎十三年特用，授刑部主事。時四川失守，官繫者咸坐死。禮執法原情，多所宥。自郎中出為彰德知府，寇至，躬擐甲胄，運籌全境，一境以安。加副使歸。不入城市十餘年卒。